# Yesyears
Yesyears è un box set del gruppo rock progressivo britannico Yes pubblicato nel 1991.

## Storia
Il cofanetto fu pubblicato nel 1991, dopo l'album Union e l'abbandono da parte degli Yes della loro etichetta discografica storica, la Atlantic Records (e dal 1983 la sua sotto-etichetta Atco Records). Contiene brani tratti dall'album di debutto del 1969 (Yes) fino a Big Generator (1987), ed è incluso anche un brano scartato da Union, “Love Conquers All”.
Il cofanetto presentava all'epoca due motivi di interesse: una quantità di materiale inedito (sia registrazioni dal vivo che demo e brani scartati dagli album ufficiali), e molti classici (“Close to the Edge”, “Ritual”, “Yours Is No Disgrace” e altri) in edizione rimasterizzata.
Nel 1992 è stata pubblicata una versione ridotta dal titolo Yesstory.
Quasi tutto il materiale inedito che appariva su Yesyears è stato riproposto nelle nuove edizioni degli album degli Yes pubblicate da Rhino fra il 2003 e il 2004.

## Tracce

### Disco 1
1. Something's Coming (Leonard Bernstein/Stephen Sondheim) - 7:06
  - originariamente pubblicato come lato B di Sweetness nel luglio 1969
2. Survival (Jon Anderson) - 6:18
3. Every Little Thing (John Lennon/Paul McCartney) - 5:41
4. Then (Jon Anderson) - 4:18
  - registrazione per la BBC del 19 gennaio 1970
5. Everydays (Stephen Stills) - 4:08
  - registrazione per la BBC del 4 agosto 1969
6. Sweet Dreams (Jon Anderson/David Foster) - 3:49
7. No Opportunity Necessary, No Experience Needed (Richie Havens) - 4:48
8. Time and a Word (Jon Anderson/David Foster) - 4:31
9. Starship Trooper - 9:25
  1. Life Seeker (Jon Anderson)
  2. Disillusion (Chris Squire)
  3. Würm (Steve Howe)
10. Yours Is No Disgrace (Jon Anderson/Chris Squire/Steve Howe/Tony Kaye/Bill Bruford) - 9:41
11. I've Seen All Good People - 6:53
  1. Your Move (Jon Anderson)
  2. All Good People (Chris Squire)
12. Long Distance Runaround (Jon Anderson) - 3:30
13. The Fish (Schindleria Praematurus) (Chris Squire) - 2:37

### Disco 2
1. Roundabout (Jon Anderson/Steve Howe) - 8:31
2. Heart of the Sunrise (Jon Anderson/Chris Squire/Bill Bruford) -  10:35
3. America (singolo) (Paul Simon) - 4:04
4. Close to the Edge (Jon Anderson/Steve Howe) - 18:34
5. Ritual (Nous Sommes Du Soleil) (parole di Jon Anderson/Steve Howe; musica di Jon Anderson/Chris Squire/Steve Howe/Rick Wakeman/Alan White) - 21:33
6. Sound Chaser (Jon Anderson/Chris Squire/Steve Howe/Alan White/Patrick Moraz) - 9:22

### Disco 3
1. Soon (singolo) (Jon Anderson) - 4:06
2. Amazing Grace (brano tradizionale arrangiato da Chris Squire) - 2:31
  - inedito, registrato nel novembre 1976
3. Vevey, Part One (Jon Anderson/Rick Wakeman) - 1:07
  - inedito, registrato nel febbraio 1978
4. Wonderous Stories (Jon Anderson) - 3:49
5. Awaken (Jon Anderson/Steve Howe) - 15:35
6. Montreux's Theme (Steve Howe/Chris Squire/Jon Anderson/Alan White) - 2:26
  - inedito, registrato durante le sessioni di incisione di Going for the One
7. Vevey, Part Two (Jon Anderson/Rick Wakeman) - 0:56
  - inedito, registrato nel febbraio 1978
8. Going for the One (Jon Anderson) - 5:32
9. Money (Chris Squire/Jon Anderson/Alan White/Rick Wakeman) - 3:12
  - inedito, registrato durante le sessioni di Tormato
10. Abilene (Steve Howe) - 3:55
  - lato B di Don't Kill The Whale, agosto 1978
11. Don't Kill the Whale (Jon Anderson/Chris Squire) - 3:54
12. On the Silent Wings of Freedom (Jon Anderson/Chris Squire) - 7:46
13. Does It Really Happen? (Geoff Downes/Trevor Horn/Steve Howe/Chris Squire/Alan White) - 6:30
14. Tempus Fugit (Geoff Downes/Trevor Horn/Steve Howe/Chris Squire/Alan White) - 5:14
15. Run With the Fox (Chris Squire/Alan White/Peter Sinfield) - 4:09
  - singolo pubblicato nel dicembre 1981 a nome di Chris Squire e Alan White
16. I'm Down (John Lennon/Paul McCartney) - 2:31
  - registrato dal vivo nel New Jersey il 17 luglio 1976

### Disco 4
1. Make It Easy (Trevor Rabin) - 6:08
  - inedito
2. It Can Happen (Jon Anderson/Trevor Rabin/Chris Squire) - 6:01
  - versione inedita dei "Cinema", prima dell'arrivo di Jon Anderson
3. Owner of a Lonely Heart (Trevor Rabin/Jon Anderson/Chris Squire/Trevor Horn) - 4:27
4. Hold On (Trevor Rabin/Jon Anderson/Chris Squire) - 5:15
5. Shoot High Aim Low (Jon Anderson/Tony Kaye/Trevor Rabin/Chris Squire/Alan White) - 7:00
6. Rhythm of Love (Jon Anderson/Tony Kaye/Trevor Rabin/Chris Squire) - 4:46
7. Love Will Find a Way (Trevor Rabin) - 4:49
8. Changes (versione live inedita) (Trevor Rabin/Jon Anderson/Alan White) - 7:34
9. And You and I (versione live inedita) (Jon Anderson; temi di Bill Bruford/Steve Howe/Chris Squire) - 10:49
10. Heart of the Sunrise (versione live inedita) (Jon Anderson/Chris Squire/Bill Bruford) - 10:50
  - Le tracce 8, 9, 10 furono registrate a Houston, Texas, durante il tour di Big Generator. Altro materiale dallo stesso concerto è stato pubblicato nel cofanetto The Word is Live.
11. Love Conquers All (Chris Squire/Billy Sherwood) - 4:58
  - brano scartato da Union, registrato all'inizio del 1991